# Charles Lepeley
Pour les articles homonymes, voir Lepelley.
Charles Jules Lepeley, né le 15 avril 1889 à Barfleur où il meurt le 26 avril 1970, est un chroniqueur patoisant et un prêtre catholique français.

## Biographie
Fils de Jules Lepeley, marin originaire de Barfleur, et d'Ange Pauline Victoire Auvray, elle aussi originaire de Barfleur, Charles Lepeley est ordonné prêtre en 1919. À partir de 1927 et jusqu'en 1963, il est curé de Valcanville. Il assure également les charges paroissiales du Vicel et de Sainte-Geneviève. Il est enterré dans le cimetière de Valcanville.
Dans le cadre de son ministère, il rédige des chroniques en patois du Val de Saire dans le bulletin paroissial, L'Hirondelle, qu'il édite à l'intention de ses paroissiens de 1928 à la Seconde Guerre mondiale (la parution n'est pas reprise après le conflit pour des raisons financières). Dans ses chroniques, il met en scène la vie quotidienne de ses ouailles dans leur parler local, témoignant ainsi des traditions et de la réalité du monde rural.